# Língua puyuma
A língua Puyuma (AFI: [pujuma], chinês: 卑南語, pinyin: Bēinányǔ), conhecida pelos seus falantes como Pinuyumayan e/ou Punuyumayan, é uma língua austronésia de ramo formosano, falada nativamente pelos Puyuma, povo indígena do sudeste taiwanês. Falada nativamente por cerca de 1500 pessoas, é uma língua em situação vulnerável segundo o Atlas Mundial das Línguas em Perigo (en) da UNESCO. Seus oradores são majoritariamente adultos mais velhos e idosos.
A língua apresenta teses divergentes quanto à sua posição dentro das austronésias formosanas, sendo atualmente classificada pela maioria de seus como um ramo individual das línguas formosanas. Veja mais em  Classificação e Variedades.

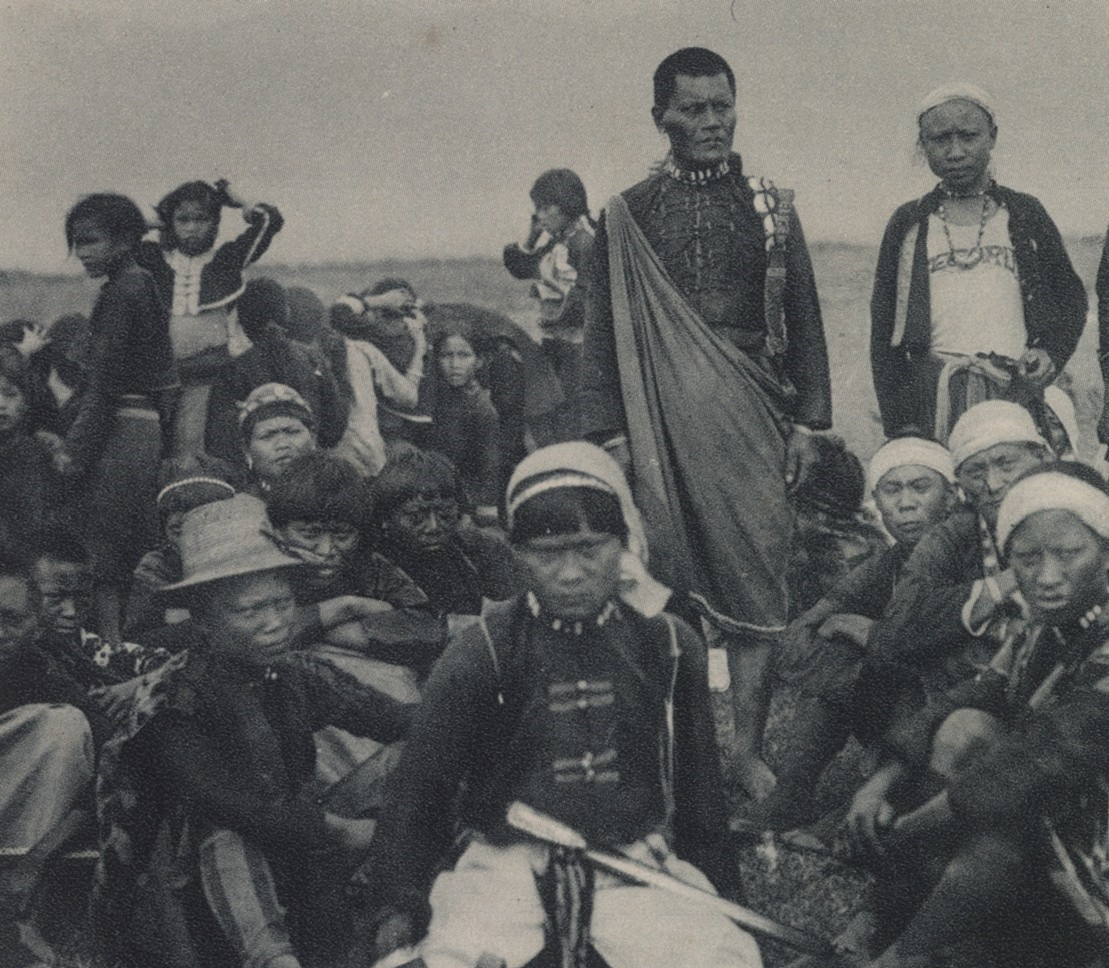
Povo Puyuma em 1897

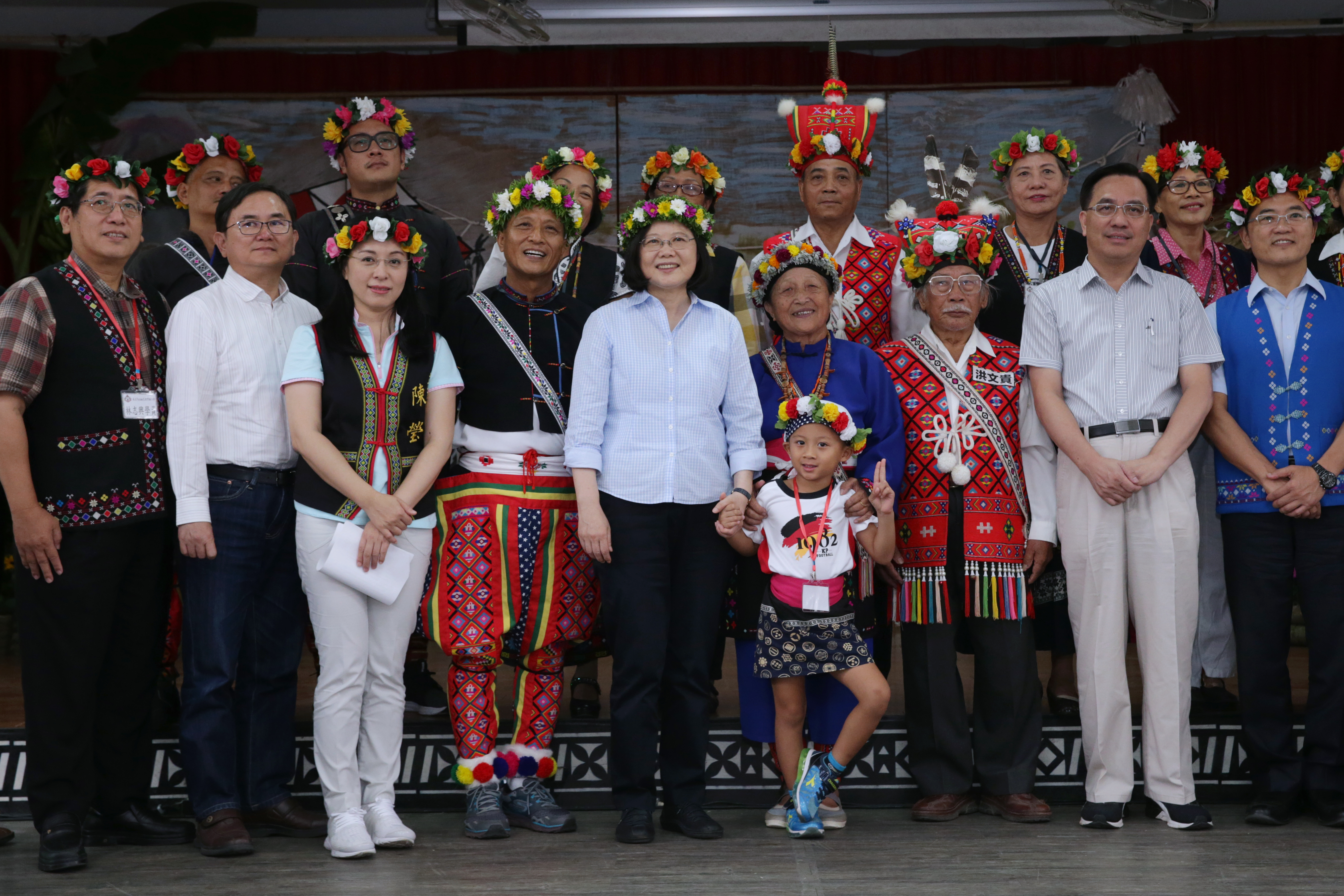
Povo Puyuma atualmente

## Etimologia

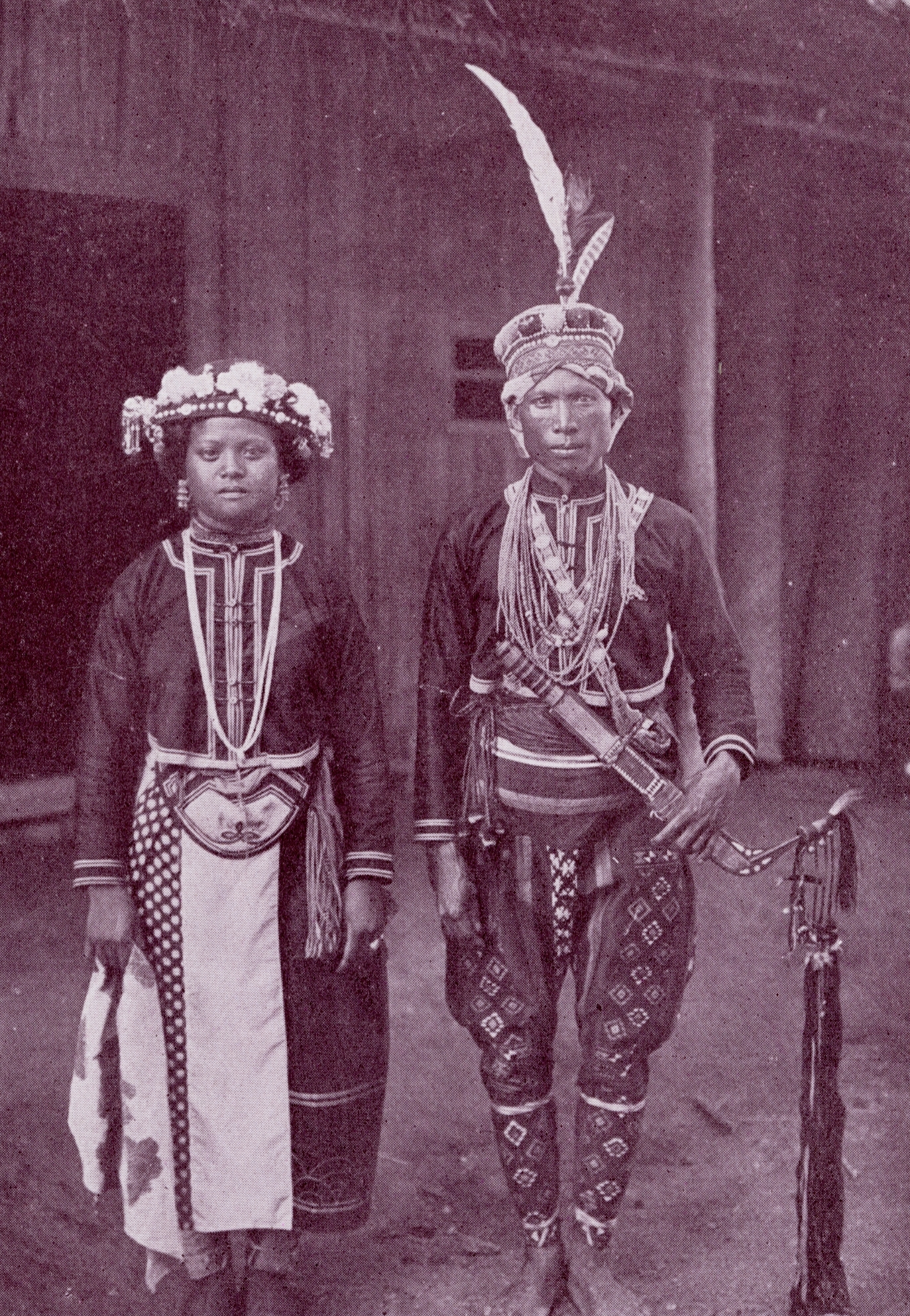
Casal Puyuma com vestimentas formais

O termo puyuma é a transliteração do nome da antiga tribo principal do ramo étnico, os Nawang (chinês: 南王). O termo então evoluiu, referindo-se ao grupo étnico como um todo e ao idioma por eles falado. Porém, devido às variantes dialetais do puyuma, foram elaborados por seus falantes outros dois principais termos: pinuyumayan, que exclui o dialeto Nawang, e punuyumayan, que engloba todas as variedades do Puyuma. 
De acordo com seus falantes, o termo puyuma significa "unidade", "concórdia". Atualmente todos os três termos são aceitos como nome nativo da língua.

## Classificação e Variedades

### Classificação
Em primeiros estudos, as línguas formosanas foram divididas em quatro sub-grupos: Atayal, Tsou, Paiwan, e Malaio-Polinésias, dentro dos quais o Puyuma fora agrupado dentro do grupo das línguas Paiwan. 
Em uma classificação posterior, as formosanas foram divididas em três grupos baseados em semelhanças mútuas: Atayal, noroeste-formosanas e sul-formosanas, sendo a última a categoria na qual o Puyuma fora classificado.
Em trabalhos recentes, contudo, o Puyuma é majoritariamente classificado como um ramo próprio das formosanas.

### Variedades

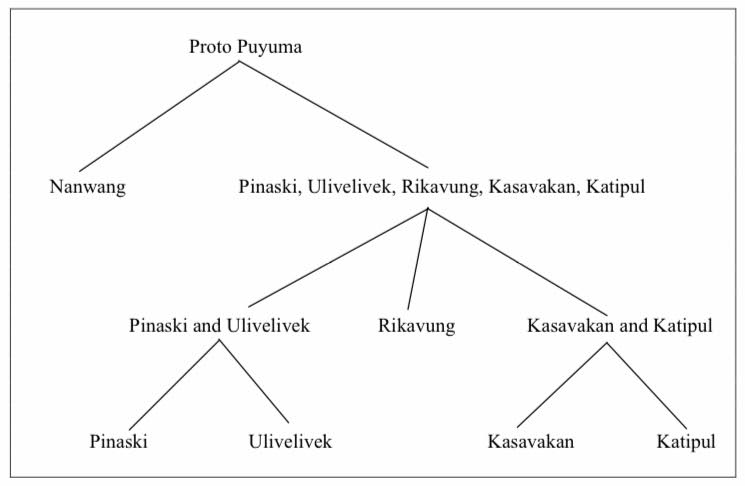
Dialetos do Puyuma

Antigamente, a grupo étnico Puyuma distribuia-se ao longo de oito vilarejos, cada um com seu próprio dialeto. Há registros de seis destes dialetos nos estudos do Puyuma. São eles: Nanwang, Katipul, Rikavung, Kasavakan, Pinaski, e Ulivelivek.
Nanwang é geralmente considerado o dialeto fonologicamente mais conservado, pois preserva algumas estruturas do proto-puyuma. Todos os outros dialetos são geralmente agrupados em um único grupo, denominado Katipul, pois todos compartilham da variação que as plosivas vozeadas ([b], [d], [ɖ] e [g]) se tornaram fricativas. Contudo, não há nenhum consenso sobre a quantidade de dialetos do Puyuma e sua classificação.

## Distribuição Geográfica

Bandeira do Condado de Taitung

O Puyuma é falado na região de presença de seu grupo étnico, no sudeste de Taiwan.

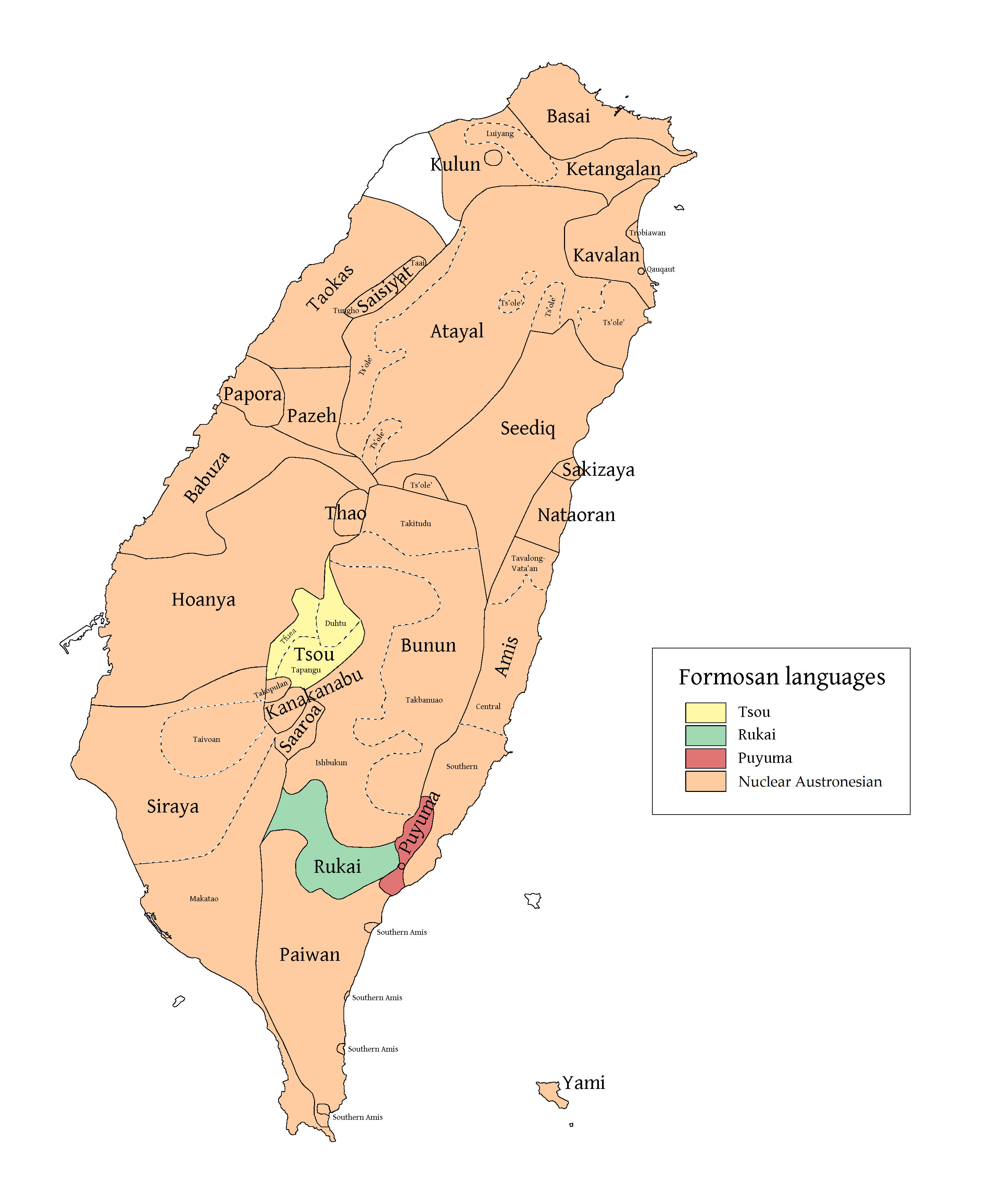
Distribuição das línguas formosanas pelo território, Puyuma em vermelho

Historicamente, o Puyuma era falado em oito vilarejos distribuidos ao leste da Cordilheira Central de Taiwan, ao sul do Rio Beinan e na área montanhosa ao do Rio Huandong, porém atualmente seus falantes se concentram principalmente na Cidade de Taitung e no Município de Beinan, ambos localizados no Condado de Taitung, o terceiro maior da ilha.
Há registros de poucos falantes nos municípios de Chenggong e Taimali, também pertencentes ao condado.
É utilizado entre membros da comunidade étnica puyuma, ao lado do mandarim e do hokkien taiwanês , que são os idiomas mais falados na nação, e do  japonês, resquício da influência do domínio japonês, que se estendeu do final do século XIX até a metade do século XX.
O uso da língua é mais presente nos membros mais velhos da comunidade, onde ela é falada de maneira preponderante ou até exclusiva e nota-se um crescente desuso da língua entre os membros mais jovens da comunidade. Porém, esforços para a ministração de aulas em prol da manutenção do idioma tem sido feitos.

### Estatuto Oficial
O Puyuma é reconhecido como uma língua oficial taiwanesa como parte das línguas formosanas, reconhecidas como línguas nacionais, e é regulado por dois órgãos oficiais: O Conselho dos Povos Indígenas de Taiwan e a Academia Sinica.

## História

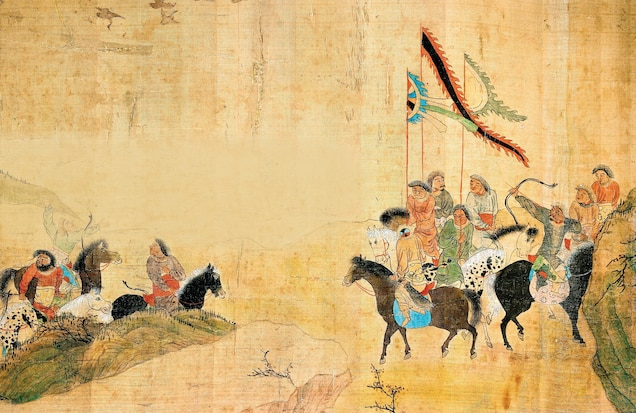
Arte militar da Dinastia Yuan

Os registros mais antigos da existência do grupo étnico datam da Dinastia Yuan (1234-1368), quando os puyuma comercializavam com chineses han do oeste taiwanês. Os chineses han nomearam a região habitada pelo povo puyuma "BeiNunMi", nome que foi utilizado para se referir à área de domínio puyuma por séculos. O primeiro registro da língua Puyuma data da mesma época, no dicionário de Gilbert Happart, escrito em 1650 mas publicado somente em 1840. Inicialmente, o Puyuma foi comparado por estudiosos com o japonês devido a similaridades fonéticas entre os dois idiomas, ideia que foi derrubada em 1801 por Don Lorenzo Hervas, que concluiu que a língua não possuia nenhuma conexão com o chinês ou com o japonês. O período de auge do grupo se deu após o fim da invasão holandesa (en) em Taiwan, no século XV, quando os Puyuma dominaram regiões próximas, consolidando uma área de setenta e duas tribos, que provavelmente apresentavam uma miríade de dialetos.

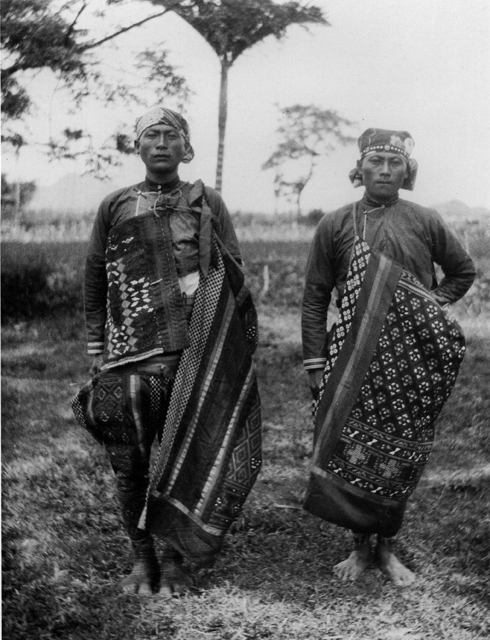
Povo Puyuma em 1897

Com o passar do tempo a língua evoluiu, e a área de domínio Puyuma foi gradualmente dominada por outros povos e etnias, sofrendo influência de idiomas de outros ramos formosanos, principalmente das línguas Paiwan, até atingir a configuração atual dos seis dialetos do Puyuma, resquícios da época em que os Puyuma se distribuíam ao longo de oito vilarejos no sudeste taiwanês.
Foi somente na década de 1950 que a classificação do Puyuma começou a ser estudada e em 1999 o Puyuma foi classificado por estudiosos como um ramo individual dos idiomas austronésios formosanos.
Atualmente o dialeto mais amplamente falado é o Nawang, porém o Puyuma em sua totalidade encontra-se ameaçado de extinção devido ao pequeno número de falantes nativos e a idade avançada dos mesmos.

## Fonologia

### Consoantes
O Puyuma apresenta 18 sons consonantais. Os retroflexos [ʈ], [ɖ] e [ɭ] são escritos como <t>, <d> e <l>, respectivamente, a nasal velar [ŋ] é escrita como <ng> ou <n>, a aproximante central palatal [j] é escrita como <y> e a plosiva glotal [ʔ] é marcada por um apóstofro <'>..
|             |            | Bilabial | Alveolar | Retroflexa | Palatal | Velar | Glotal |
| ----------- | ---------- | -------- | -------- | ---------- | ------- | ----- | ------ |
| Plosiva     | Desvozeada | p        | t        | ʈ          |         | k     | ʔ      |
| Plosiva     | Vozeada    | b        | d        | ɖ          |         | g     |        |
| Nasal       | Nasal      | m        | n        |            |         | ŋ     |        |
| Fricativa   | Fricativa  |          | s        |            |         |       |        |
| Vibrante    | Vibrante   |          | r        |            |         |       |        |
| Aproximante | Central    |          |          |            | j       | w     |        |
| Aproximante | Lateral    |          | l        | ɭ          |         |       |        |

Plosivas
O Puyuma possui 9 fonemas plosivos. As plosivos vozeadas ([b], [d], [ɖ] e [g] são não-aspiradas e as desvozeadas ([p], [t], [ʈ] e [k]) são não-aspiradas quando precedem vogais mas aspiradas em posição final na palavra.
- Exemplos:
  -  bali  [bali] ("vento")
  -  tau  [ʈau] ("ser humano")
  -  tiktik  [tiktikʰ] ("martelo")

A plosiva glotal [ʔ] é representada por um  ' . 
- Exemplos
  - sa'ad  [saʔad] ("galho")
  -  ta'ta  [taʔta] ("fechadura")

Nasais
São três fonemas nasais: a nasal bilabial [m], a nasal alveolar [n] e a nasal velar [ŋ] (escrita como <ng>).
- Exemplos:
  -  rami  [rami] ("raíz")
  -  pilang  [pilaŋ] ("liderar")
  -  enay  [ənaj] ("água")

Fricativas
A única fricativa é a fricativa alveolar surda [s], que se torna palatalizada como [ʃ] quando precedendo vogais fechadas.
- Exemplos:
  -  siri  [ʃiri] ("cabra")
  -  supeng  [ʃupəŋ] ("seio")
  -  sagar  [sagar] ("gostar")

Vibrante e Aproximantes
O Puyuma possui um fonema vibrante, a vibrante múltipla alveolar [r]. 
São dois fonemas aproximantes laterais: a aproximante lateral alveolar [l] e a aproximante lateral retroflexa [ɭ], e dois aproximantes centrais: a aproximante palatal [j] (escrita como <y>) e a aproximante velar [w]. 
- Exemplos:
  -  wary  [wari] ("dia")
  -  yuyu  [juju] ("você")

Em encontros vocálicos entre pelo menos uma vogal fechada e outra vogal, a inserção de uma aproximante central (xevá) é obrigatória.
- Segue alguns exemplos:
  - mi-alup ➝ [mijalup]
  - mu-atimul ➝ [muwatimuɭ]

### Vogais
O Puyuma possui 4 sons vocálicos. A central média [ə] é escrita como <e> e a posterior fechada arredondada [u] é pronunciada como a posterior semi-fechada arredondada [o] quando precedendo <ng> (o fonema nasal velar [ŋ]).
|         | Anterior | Central | Posterior |
| ------- | -------- | ------- | --------- |
| Fechada | i        |         | u         |
| Média   |          | ə       |           |
| Aberta  | a        |         |           |

Se o prefixo de uma palavra possui uma coda e está prefixado à uma palavra iniciada com consoante, a inserção de uma xevá é opcional para evitar um encontro consonantal, dessa maneira:
mar-kataguin ➝ [marəkataguin].

### Fonotática
[δ] representa uma sílaba, constituída de um ataque [O] e uma rima [R]; uma rima se constitui de um núcleo [Nuc] e uma coda [Coda].

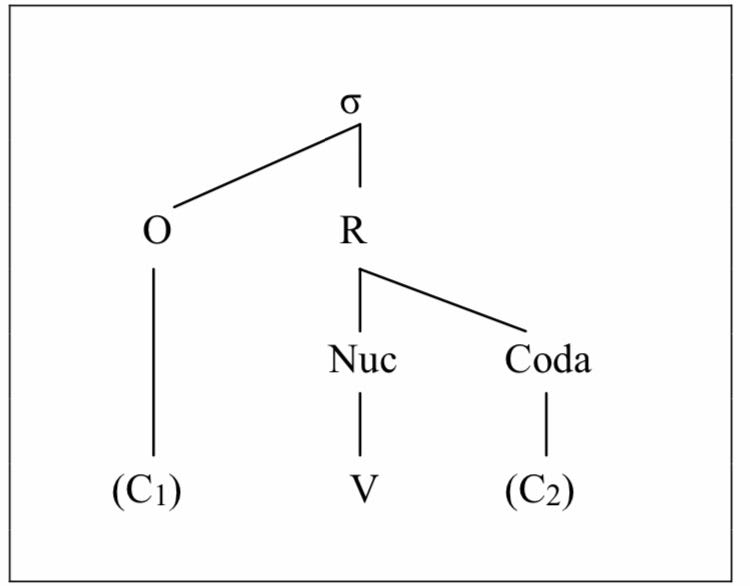
Sistema fonotático do Puyuma

No Puyuma, a sílaba mínima consiste em uma vogal e as possíveis formações silábicas são vogal (V), consoante-vogal (CV), vogal-consoante (VC) e consoante-vogal-consoante (CVC).

### Tonicidade
Seguindo regra geral, a sílaba tônica é a última da palavra.

## Ortografia
Em primeiros estudos, constata-se que o Puyuma não possuia um sistema ortográfico regulado e seus usuários divergiam opiniões sobre os símbolos usados para os sons.
A partir da década de 1980, padres católicos e pastores protestantes presentes na região começaram a usar o alfabeto latino em traduções de escrituras e hinos para o Puyuma, contando com o oferecimento de aulas para a comunidade ensinando a escrever o Puyuma utilizando o alfabeto latino, sendo este em 2005, oficializado como a ortografia padrão do idioma pelo Conselho dos Povos Indígenas de Taiwan (en).
Ainda que o Puyuma hoje possua um sistema ortográfico oficial, inconsistências, geralmente envolvendo a representação da plosiva glotal [ʔ], das aproximantes, ou da xevá, ainda ocorrem.
A maioria das letras e sons funcionam de forma similar ao português, exceto os sons que não estão presentes no português e alguns que assumem uma ortografia diferente, que estão listados na tabela abaixo:
| Fonema | Letra/dígrafo que o representa |
| ------ | ------------------------------ |
| /j/    | y                              |
| /ʈ/    | t                              |
| /ɖ/    | d                              |
| /ɭ/    | l                              |
| /ŋ/    | ng                             |

| Letra | Aproximação em outros idiomas                                            |
| ----- | ------------------------------------------------------------------------ |
| Aa    | /a/ como em "gato" (pt)                                                  |
| Bb    | /b/ como em "bela" (pt)                                                  |
| Dd    | /d/ como em "dedo" (pt), /ɖ/ como em "nord" (sueco [nuːɖ]ⓘ)              |
| Ee    | /ə/ como em "cerveja" (pt)                                               |
| Gg    | /g/ como em "goma" (pt)                                                  |
| Ii    | /i/ como em "signo" (pt)                                                 |
| Kk    | /k/ como em "cama" (pt)                                                  |
| Ll    | /l/ como em "lama" (pt), /ɭ/ como em "belle" (francês [bɛl])ⓘ            |
| Mm    | /m/ como em "mola" (pt)                                                  |
| Nn    | /n/ como em "navio" (pt), /ŋ/ (escrito ng) como "sing" (inglês 🔊 [sɪŋ]) |
| Oo    | /o/ como em "olho" (pt)                                                  |
| Pp    | /p/ como em "papel" (pt)                                                 |
| Ss    | /s/ como em "sal" (pt)                                                   |
| Tt    | /t/ como em "taça" (pt)                                                  |
| Uu    | /u/ como em "unha" (pt)                                                  |
| Ww    | /w/ como em "wall" (inglês [wɑl]ⓘ)                                       |
| Yy    | /j/ como em "iorubá" (pt)                                                |

## Gramática

### Morfologia
Radicais
Os radicais do Puyuma podem ser livres ou presos, sendo os livres aqueles que podem ocorrer no discurso como palavras simples e os presos os que não ocorrem sem a presença de afixos.
| Presos                      | Livres            |
| --------------------------- | ----------------- |
| ma-tina ("grande")          | suan ("cachorro") |
| ma-rayas ("frequentemente") | kiping ("roupas") |

Afixos
O Puyuma possui prefixos, utilizados para uma miríade de objetivos, sufixos, que agem como marcadores, nominalizadores e denotadores de voz, apenas dois infixos, um marcador de voz ativa e um que denota tempo perfeito em frases nominais e circunfixos.
| Prefixos                                                     | Sufixos | Infixos                                                                                            | Circunfixos                                                                           |
| ------------------------------------------------------------ | --- | -------------------------------------------------------------------------------------------------- | ------------------------------------------------------------------------------------- |
| ki = "pegar algo" (ki-aput = pegar flores)                   | an = marcador de substantivação (akan-an = "comida" / akan = comer)                                             | em = marcador de voz ativa (temakaw da paisu i Isaw = "Isaw roubou dinheiro")                      | -in- -anan = "os membros de" (dinekal-anan = "os membros do vilerejo"                 |
| mutu = "se transformar em algo" (mutu-suan = virar cachorro" | ay = marcador de voz locativa (tu takaw-ay ku da paisu kan Isaw = "Isaw roubou dinheiro de mim")                | in = marcador de tempo perfeito em frases nominais (ku tinima na tilil - "O livro é minha compra") | ka- -an = "a estação de algo" ( ka-salem-an = "a estação de cultivo")                 |
| puka = marcador de números ordinais (puka-enem = "o sexto")  | anay = marcador de voz de transferência (tu takaw-anay i tinataw da paisu = "Ele roubou dinheiro para sua mãe") | | sa- -an' = "pessoas fazendo coisas juntas" ( sa-ra'ip-an = "pessoas semeando juntas") |

### Pronomes
Os pronomes no Puyuma podem ser pessoais ou demonstrativos.
Pronomes pessoais
Os pronomes pessoais são divididos em pronomes presos, distinguidos entre caso nominativo, sendo este dividido nas formas de sujeito e de possessor do sujeito, e caso genitivo; e pronomes livres, sub-divididos em caso nominativo, caso oblíquo e neutros.
Os pronomes oblíquos se diferenciam em forma de não-sujeito e forma de possessor do sujeito. Esta última age como uma classe de pronomes possessivos.
Um pronome preso é um pronome que se comporta como clítico, ou seja, encontra-se preso a um verbo, o antecedendo ou o sucedendo. Já os pronomes livres possuem independência fonológica e gramatical.
Os pronomes presos do caso nominativo na forma do sujeito e os pronomes do caso genitivo são proclíticos e os pronomes presos nominativos da forma de possessor do sujeito são enclíticos.
Legenda: S = singular, P = plural, INC = inclusivo (nós= eu + você), EXC = exclusivo (nós = eu + eles).
|            |                      | 1ªS | 2ªS | 3ªS | 1ªP INC | 1ªP EXC | 2ªP | 3ªP |
| ---------- | -------------------- | --- | --- | --- | ------- | ------- | --- | --- |
| Nominativo | Sujeito              | -ku | -yu | --- | -ta     | -mi     | -mu | --- |
| Nominativo | Possessor do sujeito | ku- | nu- | tu- | ta-     | niam-   | mu- | tu- |
| Genitivo   | Genitivo             | ku- | nu- | tu- | ta-     | mi-     | mu- | tu- |

|            |                      | 1ªS                                  | 2ªS                               | 3ªS                                  | 1ªP INC                              | 1ªP EXC                                   | 2ªP                                       | 3ªP                                 |
| ---------- | -------------------- | ------------------------------------ | --------------------------------- | ------------------------------------ | ------------------------------------ | ----------------------------------------- | ----------------------------------------- | ----------------------------------- |
| Nominativo | Nominativo           | nanku                                | nanu                              | nantu                                | nanta                                | naniam                                    | nenemu                                    | nantu                               |
| Oblíquo    | Não-sujeito          | kanku                                | kanu                              | kantaw                               | kanta                                | kaniam                                    | kanemu                                    | kantaw                              |
| Oblíquo    | Possessor do sujeito | DF: kanku, kananku ID: daku, dananku | DF: kanu, kananu ID: danu, dananu | DF: kantu, kanantu ID: datu, danantu | DF: kanta, kananta ID: data, dananta | DF: kaniam, kananiam ID: daniam, dananiam | DF: kanemu, kananemu ID: danemu, dananemu | DF: kantu, kanant ID: datu, danantu |
| Neutro     | Neutro               | kuiku                                | yuyu                              | taitaw                               | taita                                | mimi                                      | muymu                                     | ---                                 |

Legenda: DF = definido, ID = indefinido
Pronomes demonstrativos
Os pronomes demonstrativos no Puyuma podem ser nominativos ou oblíquos, e variam dependendo da distância estabelecida entre o falante e o objeto demonstrado.
|            |          | Próximo          | Média distância  | Distante |
| ---------- | -------- | ---------------- | ---------------- | -------- |
| Nominativo | Singular | idi, idini       | idu, idunu       | idiyu    |
| Nominativo | Plural   | nadi, nadini     | nadu, nadunu     | nadiyu   |
| Oblíquo    | Singular | kandi, kandini   | kandu, kandunu   | kandiyu  |
| Oblíquo    | Plural   | kanadi, kanadini | kanadu, kanadunu | kanadiyu |

### Substantivos
Caso, classe e número
O Puyuma possui marcadores de frase nominal, que são palavras que acompanham os substantivos, indicando seu caso, classe (comum, próprio ou locativo), número, e se são definidos ou não.
Os marcadores do caso nominativo marcam a função de sujeito, enquanto os marcadores do caso oblíquo marcam a função de substantivos que não agem como sujeito na sentença.
Substantivos comuns no Puyuma são semelhantes aos substantivos comuns do português, denotando a maioria das coisas comuns. Substantivos próprios se referem a nomes próprios e relações de parentesco com gerações mais velhas e substantivos locativos denotam nomes de lugares, referências locacionais e direções geográficas.
|                |            | Nominativo | Oblíquo |
| -------------- | ---------- | ---------- | ------- |
| Subs. comum    | Definido   | na         | kana    |
| Subs. comum    | Indefinido | a          | da      |
| Subs. próprio  | Singular   | i          | kan     |
| Subs. próprio  | Plural     | na         | kana    |
| Subs. locativo | i          | i          | i       |

- Exemplos:
  - Comum: Sadu na asi tu tinekel (bastante / marcador de subs. comum nom. definido / leite / ele/a / bebeu) = "O leite que ele/a bebeu era bastante"[45]
  - Próprio: Tu padek-aw i temutaw (ele/a / carregou nas costas / marcador de subs. próprio nom. singular / avó) = "Ele/a carregou sua avó nas costas"[43]
  - Locativo: Ma-kiteng i timul (pequeno / marcador de subs. locativo / sul) = "O sul é pequeno"[44]

Os substantivos do Puyuma também podem ser originados da derivação de verbos, em suas formas radical, imperativa e/ou intransitiva, modificados pela adição de afixos.
Substantivos de ação
Derivam-se dos verbos de ação e denotam o ato.
- Exemplos:
  - ki-karun = trabalhar (radical "karun") ➝ kiakarun-an = trabalho
  - ma-deki/ka-deki = condenar (radical "deki") ➝ deki-an = condenação
  - m-engad = respirar (radical "engad") ➝  angad = respiração

Substantivos de estado
Denotam o estado em que se encontra.
- Exemplos: 
  - ka-asat = alto (radical "asat") ➝ asat-an  = altura
  - ka-bulay = bonita (radical "bulay") ➝ bulay-an  = beleza
  - k-igela = envergonhado (radical "igela") ➝  kiagelan  = vergonha

Substantivos pessoa-denotativos
Denotam a pessoa que os realiza/é.
- Exemplos:
  - temakesi = estudar (radical "takesi") ➝  tematakesi = estudante
  - ma-'idang = velho (radical "-'idang") ➝ ma-'idang-an  = pessoa velha
  - ka-bangsar = bonito (radical "bangsar") ➝ bangsar-an = rapaz
  - ka-bulay = bonita (radical "bulay") ➝  bulabulay-an  = moça

### Numerais
O sistema numérico do Puyuma é de base decimal. Para números ordinais, o termo "puka" é sufixado ao número em sua forma cardinal, com exceção do primeiro, que traduz para "palibak".
| Número | Escrita em Puyuma               |
| ------ | ------------------------------- |
| 1      | sa                              |
| 2      | dua                             |
| 3      | telu                            |
| 4      | pat                             |
| 5      | lima                            |
| 6      | nem                             |
| 7      | pitu                            |
| 8      | walu                            |
| 9      | iwa                             |
| 10     | pulu                            |
| 11     | pulu-sa                         |
| 12     | pulu-dua                        |
| 15     | pulu-luwat                      |
| 20     | dua-pulu / makabetraan          |
| 21     | dua-pulu sa / makabetraan miasa |
| 30     | telu-pulu / makatelrun          |
| 40     | pat-pulu / makapetel            |
| 100    | sa-leman                        |
| 200    | dua-leman                       |
| 1000   | sa-kudul                        |
| 2000   | dua ya kudul                    |

### Verbos
Os verbos no Puyuma são dividos de acordo com sua quantidade de argumentos, seu aspecto e sua voz.
Dualidade verbo-nominal
No Puyuma, de maneira semelhante a outros idiomas austronésios, o mesmo termo, geralmente um radical, é utilizado de maneira verbal e de maneira nominal. Por exemplo, a palavra  senay  pode significar "canção" e "cantar" (em modo infinitivo ou imperativo), dependendo do contexto e estrutura da frase em que é utilizado.
 Senay da senay!  = "Cante uma canção!"
 Takesi i sabak!  = "Estude dentro (de casa)!"
Argumentos
Quanto à quantidade de argumentos, os verbos podem ser não-valentes, monovalentes, bivalentes e trivalentes.
Verbos não-valentes
Não apresentam nenhum argumento.
- Exemplo:
  -  Araremeng-la (escurecendo) = "Está escurecendo"[54]

Verbos monovalentes
Possuem apenas um argumento obrigatório, o sujeito nominal, sendo sempre intransitivos.
- Exemplo:
  -  Semasenay i 'baeli (cantando / marcador de subs. próprio nom. singular / minha irmã mais velha) = "Minha irmã mais velha está cantando"[57]

Verbos bivalentes
Possuem dois argumentos obrigatórios e podem assumir forma transitiva ou intransitiva, definidas por sufixação.
- Exemplo:
  -  M-adas mi da liung (levantamos / nós / marcador de subs. comum indefinido oblíquo / porco) = "Nós levantamos um porco[58]

Verbos trivalentes
Possuem três argumentos: um argumento ativo, um paciente e um menos-paciente; podendo ser entendido como um ator da ação, um beneficiado e um tema. São sempre transitivos, e possuem mais de uma voz.
- Exemplo:
  - Ku pabulas-anay kan Lugi na kabung (eu / emprestei / marcador de voz de transição / marcador de subs. próprio singular oblíquo / argumento passivo / marcador de subs. comum definido / chapéu) = "Eu emprestei o chapéu para o Lugi"[55]

Aspecto verbal
O aspecto verbal no Puyuma é marcado por enclíticos. São eles: -la, que denota aspecto perfeito (ação totalmente finalizada), -diya, que denota aspecto imperfeito (ação interrompida), e -dar, que denota aspecto frequentativo (ação frequente).
Verbos sem marcador de aspecto podem ser interpretados como no presente ou no passado.
O gerúndio é representado por uma duplicação da primeira sílaba do radical e a adição de um afixo marcador de voz.
- takesi  = estudante ➝ ta + em (infixo de voz ativa) + takesi ➝ tematakesi = estudando
- sanga  = produzir ➝ sa + em (infixo de voz ativa) + sanga ➝ semasanga = produzindo

Voz verbal
Os verbos podem estar em voz ativa, voz passiva, voz locativa e voz de transferência.
Voz ativa: prefixo -m ou -ma, ou infixo -em-.
Voz passiva: sufixo -aw.
Voz locativa: sufixo -ay.
Voz de transferência: sufixo -anay.

### Sentença
As sentenças são iniciadas com o predicado, usualmente seguindo a forma Verbo Objeto Sujeito VOS. Os elementos são marcados e definidos pelo uso de diversas estruturas auxiliares, como marcadores, reduplicações e afixos.
- Exemplo:
  - Temakaw da paisu i Isaw (roubar / dinheiro / marcador de subs. próprio nom. singular / sujeito) = "Isaw roubou dinheiro"

Frases nominais
Em frases nominais, há a ausência de verbos. Assim, o predicado pode ser composto apenas por um substantivo, um pronome, um numeral, um advérbio, ou outra estrutura nominal similar.
- Exemplo:
  - Ameli a suan (negação / marcador de subs. comum indefinido / cachorro) = "Não é um cachorro" (literalmente: Não um cachorro)

Frases verbais
Em frases verbais, o verbo é o elemento principal do predicado.
- Exemplo:
  - Tu beray-anay na la'ub (ele/ela / deu a eles / marcador de subs. comum nom. definido / concha de cozinha) = "Ele/a deu a concha de cozinha a eles"

## Vocabulário

### Exemplo de texto
Excerto de "O Pequeno Príncipe" de Antoine de Saint-Exupéry em Puyuma
"Enem driya ku ami i, matemuy ki kiniyangeran kana kawaikawi aw kana unan na yaulas. Idini i, amau nanku nilribakan temutrautrau, Ku panauwanay dra maidrangan ku tinutrautrau. "Adri mu inedang?" Ku kayaw i, "a kabung idru i! Inedang ta dra manay!"
Tradução em português
Quando eu tinha seis anos de idade, eu era cheio de imaginação sobre o elefante e a serpente. Essa é a primeira pintura de minha vida: Eu levei a pintura para os adultos e perguntei se eles se assustariam. Todos me responderam, "Por que um chapéu daria medo?"

### Lista de Swadesh
Aqui estão algumas palavras pertencentes à lista de Swadesh em Puyuma.
| Palavra  | Palavra em Puyuma |
| -------- | ----------------- |
| eu       | ku                |
| tu       | yu                |
| isso     | idis              |
| quem     | manay             |
| o quê    | kuda / imanay     |
| um       | sa                |
| dois     | dua               |
| peixe    | kuraw             |
| cachorro | suan              |
| casa     | ruma              |
| sangue   | damuk             |
| osso     | ukak              |
| ovo      | biʈunun           |
| chifre   | su'ang            |
| cauda    | ɭudus             |
| orelha   | ʈangiɭa           |
| Olho     | maʈa              |
| nariz    | tingran           |
| Dente    | wali              |
| Língua   | sema              |
| mão      | ɭima              |
| saber    | saigu             |
| morrer   | minatai           |
| dar      | veray             |
| sol      | kadaw             |
| lua      | bulan             |
| água     | enay              |
| sal      | yam               |
| pedra    | rasa              |
| vento    | baɭi              |
| fogo     | apue              |
| ano      | ami               |
| muito    | sadu              |
| novo     | bekal             |
| nome     | ngarat            |